# Henri III du Kongo
Henri III du Kongo (Mpanzu a Nsindi a Nimi a Lukeni' en kikongo et D. Henrique III en portugais). Manikongo du royaume du Kongo de 1842 à janvier 1857.

## Biographie
Henrique, surnommé « Fu Kia Ngo » (c'est-à-dire: costume de léopard), appartient à une nouvelle faction, les Kivuzi, formée par les Água Rosada et les Kinlaza du sud. Il détrône André III et se fait couronner le 13 janvier 1844 par un prêtre indigène, Antonio-Francisco Necessidades (mort en 1858), désigné par l'évêque. Son prédécesseur réussit toutefois à maintenir son pouvoir à Mbanza a Mputo .
Henri III du Kongo inaugure la politique de soumission au Portugal qui sera finalisée par ses successeurs.
Le 26 juin 1845, il signe avec un simple capitaine portugais représentant le Gouverneur d'Angola un traité dans par lequel il charge les Portugais non seulement de le défendre contre ses ennemis, mais aussi contre toute révolte de ses sujets. En 1851 il adresse au roi Pierre V de Portugal une lettre dans laquelle il l'assure de « son respect et de sa fidélité » .
Avant la fin de son règne les portugais occupent Ambriz en mai 1855 et Bembe en septembre 1856. À sa mort octogénaire le 23 janvier 1857, la faction qui le soutenait éclate, et la guerre civile reprend entre un fragment des Kimpanzu 'a Nkanga basés à Nkunga qui s'emparent temporairement du pouvoir avec Alvare XIII du Kongo, et le chef des Kivuzi Pedro Elelo.

## Famille
Le roi Henri III est le père de trois fils Dom Alvaro qu'il délègue à Luanda réclamer un prêtre pour son couronnement en 1843, Dom Domingos et enfin D. Nicolau Água Rosada, né vers 1830, qui est envoyé en 1845 faire ses études jusqu'en juin 1847 à Coïmbra avec Antonio-Francisco des Necessidades. Il revient et réside ensuite à Luanda. Alors qu'il protestait contre la politique de soumission au gouvernement portugais de son cousin Pierre VI, il est assassiné dans des circonstances obscures en février 1860 à Kissembo.
Une sœur ainée prédécédée est la mère de Alvaro Makadolo marquis et Dongo, et sa sœur cadette Dona Isabella est la mère de D. Afonso duc de Mbamba, D. Pedro Lefula marquis de Katende, D. Henrique Nuzanga et D. Sebastiao Nglelezo 
Son frère Dom Aleixo Água Rosada est considéré comme un précurseur du nationalisme africain. En 1841 il incite les Dembos, peuple résidant au nord de Luanda, à refuser de payer l'impôt aux portugais. Capturé il est détenu à Luanda de 1842 à 1856 .